# Lluer olivaci
El lluer olivaci (Spinus olivaceus) és un ocell de la família dels fringíl·lids (Fringillidae).

## Hàbitat i distribució
Habita la selva pluvial, bosc obert i matolls als turons de la vesant oriental dels Andes, des del sud-est de l'Equador, cap al sud, a través del Perú fins al centre de Bolívia.